# Lesioni endo-parodontali
Con il termine di lesioni endo-parodontali o lesioni combinate endo-parodontali si definisce una categoria di  patologie infettive del dente in cui si ritrovano a coesistere due forme solitamente distinte di patologie dentali: quella di origine endodontica, che si origina come conseguenza di patologie acute o croniche dei tessuti interni del dente, e quella parodontale pura (parodontite) che coinvolge gengiva e tessuti di sostegno del dente (legamento parodontale ed osso alveolare), in cui il processo infettivo parte dalla zona gengivale a contatto col cavo orale e scende sulla superficie esterna del dente, creando la lesione tipica denominata tasca parodontale. I sintomi sono spesso lievi od assenti. A seconda della componente di partenza e della gravità della patologia, si avranno differenti opzioni terapeutiche e possibilità di guarigione. Non sempre peraltro è possibile determinare l'origine primaria della lesione, di conseguenza la prognosi rimarrà incerta, comportando la necessità di un attento follow-up a distanza.

## Classificazione
Si distinguono le seguenti categorie:
- Endo-perio (o a lesione endodontica primitiva); il processo patologico principale ha origine dall'interno del dente, per poi trovare sfogo lungo il legamento parodontale, coinvolgendolo in via secondaria.
- Perio-endo (o a lesione parodontale primitiva); quando una patologia parodontale sviluppa una tasca parodontale di profondità tale da coinvolgere in via retrograda i tessuti interni del dente (polpa dentaria).
- Lesione combinata vera; in cui i processi patologici coesistevano da principio, e si ritrovano combinati in un quadro complesso, a partecipazione mista. In questo caso si ritiene comunque che la forma più comune rimanga quella a partenza endodontica, che trova sfogo in una tasca di un dente già compromesso dal punto di vista parodontale.

Secondo alcuni autori, tra le lesioni endo-parodontali possono essere annoverate anche le fratture verticali di radice.

## Trattamento
Il trattamento di queste forme patologiche dipende parzialmente dalla via patogenetica principale con cui il processo ha avuto inizio. 
Nel caso di forma endo-perio, individuabile per la mancanza di lesioni parodontali nel resto della bocca, il quadro sarà quello di una parodontite apicale a carattere acuto o sub-acuto (ascesso ricorrente) in cui il processo infettivo ha trovato sfogo lungo il legamento parodontale (evento che può essere facilitato dalla presenza di canali a sbocco laterale alto lungo la radice), e qualora lo sviluppo in sede parodontale sia recente, il trattamento sarà quello mirato all'eradicazione della fonte di infiammazione presente nei canali del dente responsabile, quindi la terapia canalare, e questo potrà comportare la guarigione anche della componente parodontale. Qualora il processo abbia permesso ai batteri una colonizzazione (biofilm) della superficie radicolare, il trattamento diventerà obbligatoriamente multidisciplinare, e prevederà di affiancare alla cura endodontica anche quella parodontale. 
Nel caso di possibile forma di origine parodontale, con la presenza di una tasca parodontale di profondità tale da aver portato ad una compromissione del tessuto interno di un dente esente da altre patologie, fatto possibile solo in presenza di una tasca davvero profonda, o per interessamento retrogrado attraverso possibili canali laterali o comunicazioni del pavimento camerale nel caso di pluriradicolati, rimarrà la necessità di un trattamento sia endodontico che parodontale, e la prognosi sarà molto dubbia, in quanto i trattamenti parodontali per lesioni così profonde risultano ad oggi molto impredicibili. 
In tutti i casi in cui per la presenza nella bocca di entrambe le patologie (caso frequente in presenza di scarsa igiene orale) non sarà possibile individuare una componente prevalente, si dovrà procedere parimenti a terapia di entrambe le patologie, e diventerà fondamentale il follow-up a distanza.
Nel caso frequente in cui il dente risulti troppo compromesso, indipendentemente dalla sua patologia di partenza (carie eccessivamente destruente, o lesione parodontale eccessivamente profonda), la terapia di scelta sarà l'estrazione.

### Prognosi e follow up
La prognosi dei denti affetti da queste lesioni dipende principalmente dal grado di compromissione parodontale, in quanto il grado di predicibilità dei denti trattati endodonticamente è molto buono (con percentuali di successo che però si riducono nel caso il dente sia già stato trattato endodonticamente in passato), mentre il trattamento dei difetti parodontali profondi rimane ad oggi scarsamente predicibile. Il protocollo consigliato comunque prevede un follow-up radiografico periodico, anche per evitare di trovarsi di fronte ad una frattura verticale di radice del dente, assolutamente non recuperabile.